# Matt McQueen
Matthew „Matt“ McQueen (* 8. Mai 1863 in Harthill; † 29. September 1944 in Liverpool) war ein schottischer Fußballspieler und -trainer. Er spielte zunächst auf verschiedenen Positionen zwischen 1892 und 1899 als Feldspieler und Torhüter für den FC Liverpool, diente dem Klub danach zwischen 1923 und 1928 als Trainer und gewann in der Saison 1922/23 die englische Meisterschaft.

## Sportlicher Werdegang
McQueen lebte gemeinsam mit seinem Bruder Hugh in dem kleinen schottischen Ort Harthill und hatte insgesamt acht Geschwister. Der Vater arbeitete zunächst im Straßenbau und danach als Meister und Überwacher im Kohlebergbau. Der Weg der McQueen-Brüder war „vorgezeichnet“ als Unter-Tage-Arbeiter im Benhar-Bergwerk und so arbeitete Matt auch zunächst als Bergmann. Im Fußball machte er auf sich vor allem beim 1887 gegründeten Klub Leith Athletic auf sich aufmerksam, der ab 1891 in der höchsten schottischen Spielklasse aktiv war und dort in der Debütsaison 1891/92 auf dem vierten Rang abschloss. Mit der zusätzlichen Empfehlung von zwei Länderspielen in der schottischen Nationalmannschaft ab 1890 zog es ihn und seinen Bruder Hugh im Oktober 1892 zum wenige Monate zuvor gegründeten FC Liverpool nach England. Unter der sportlichen Leitung von John McKenna und William Edward Barclay wurde so ein von Schotten geprägtes „Team of Macs“ ins Leben gerufen, das neben dem McQueen-Brüderpaar noch aus Duncan McLean, James McBride, Malcolm McVean, John McCartney, Billy McOwen und Joe McQue bestand und im Jahr 1893 die Lancashire League gewann. Die McQueens selber überzeugten am 29. Oktober 1892 in einem Vorrundenspiel des FA Cups gegen Newtown (9:0) und in den ersten vier Jahren kam Matt regelmäßig zum Einsatz. Liverpool nahm ab 1893 am Spielbetrieb der Football League teil und stieg gleich zweimal (1894 und 1896) in die höchste Spielklasse auf. Als vielseitig einsetzbarer Spieler war McQueen zumeist auf der Position des rechten Außenläufers unterwegs, stand aber auch bei 45 Partien als Torhüter zwischen den Pfosten. Mit der Ankunft des ehemaligen Arsenal-Torwarts Harry Storer im Dezember 1895 verlor er seinen Platz in der Mannschaft und er bestritt in den letzten drei Jahren seiner aktiven Karriere bis 1899 nur noch sechs weitere Pflichtspiele.
Nach dem Ende seiner Fußballerlaufbahn ließ sich McQueen zum Schiedsrichter ausbilden und er war im Jahr 1904 dann auch als Linienrichter bei Spielen der Football League im Einsatz. Mit Liverpool intensivierte er seinen Kontakt nach dem Ende des Ersten Weltkriegs wieder und nahm im Dezember 1919 einen Direktorenposten in der Vereinsführung an. Sein Verein gewann 1922 ein weiteres Mal die englische Meisterschaft und zur Mitte auf dem Weg zur erfolgreichen Titelverteidigung im Jahr darauf wurde er im Februar 1923 auf den Trainerposten befördert. Ursache dafür war, dass der vormalige Erfolgstrainer David Ashworth aus familiären Gründen überraschend den Klub verlassen hatte. Kurz nach dem Gewinn der Ligatitels verließ ihn jedoch das Glück, als er sich bei einem Autounfall schwer verletzte und in der Folge ein Bein amputiert werden musste. Nachdem auch die Leistungen des FC Liverpool mit Plätzen zwischen Rang 4 und 12 zwischen 1924 und 1927 nachgelassen hatten, manövrierte sich die Mannschaft in der Saison 1927/28 in große Abstiegsgefahr. Der gesundheitlich zunehmend angeschlagene McQueen, der weiterhin bei Spielverpflichtungen, wie die des Südafrikaners Gordon Hodgson eine „gute Nase“ gehabt hatte, trat schließlich im Februar 1928 von seinem Posten zurück. Da er gemeinsam mit seiner Frau unweit des Anfield-Stadions in der Kemlyn Road sesshaft blieb, wohnte er für den Rest des Lebens oft den Heimspielen des FC Liverpool bei. Ende September 1944 verstarb er im Alter von 81 Jahren.

## Titel/Auszeichnungen
- Englischer Fußballmeister (1): 1923
- Lancashire League (1): 1893